# 罗克勒东德
罗克勒东德（法語：Roqueredonde，法語發音：[ʁɔkʁədɔ̃d]）是法国埃罗省的一个市镇，位于该省北部山区，属于洛代沃区。

## 地理
罗克勒东德（43°48'1"N, 3°12'44"E）面积22,71平方公里，位于法国奧克西塔尼大區埃罗省，该省份为法国南部沿海省份，南濒地中海，西南接奥德省，西北接塔恩省和阿韦龙省，东北与加尔省接壤。
与罗克勒东德接壤的市镇（或旧市镇、城区）包括：勒克拉皮耶、丰达芒特、塞耶和罗科泽勒、容塞尔、洛鲁、莱普朗、罗米吉耶尔。
罗克勒东德的时区为UTC+01:00、UTC+02:00（夏令时）。

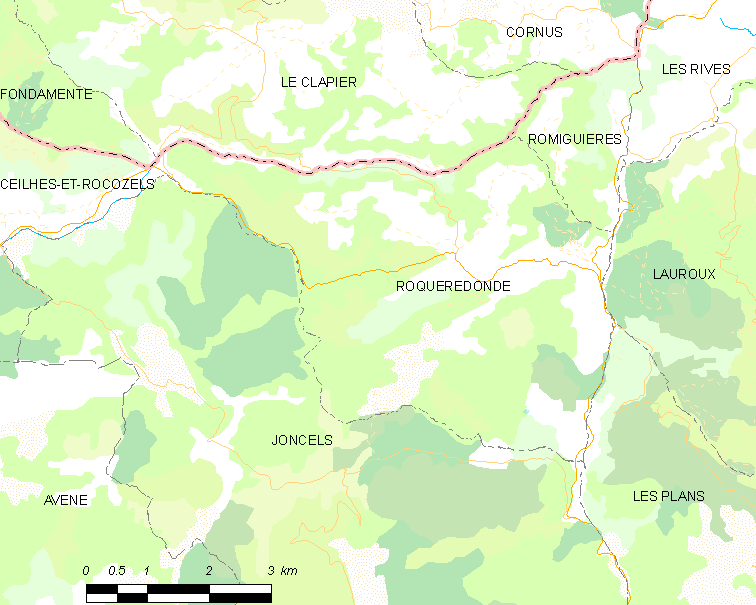
罗克勒东德的OSM定位图

## 行政
罗克勒东德的邮政编码为34650，INSEE市镇编码为34233。

## 政治
罗克勒东德所属的省级选区为洛代沃县。

## 文化
該地建有一座藏傳佛教寺院“列繞林”。

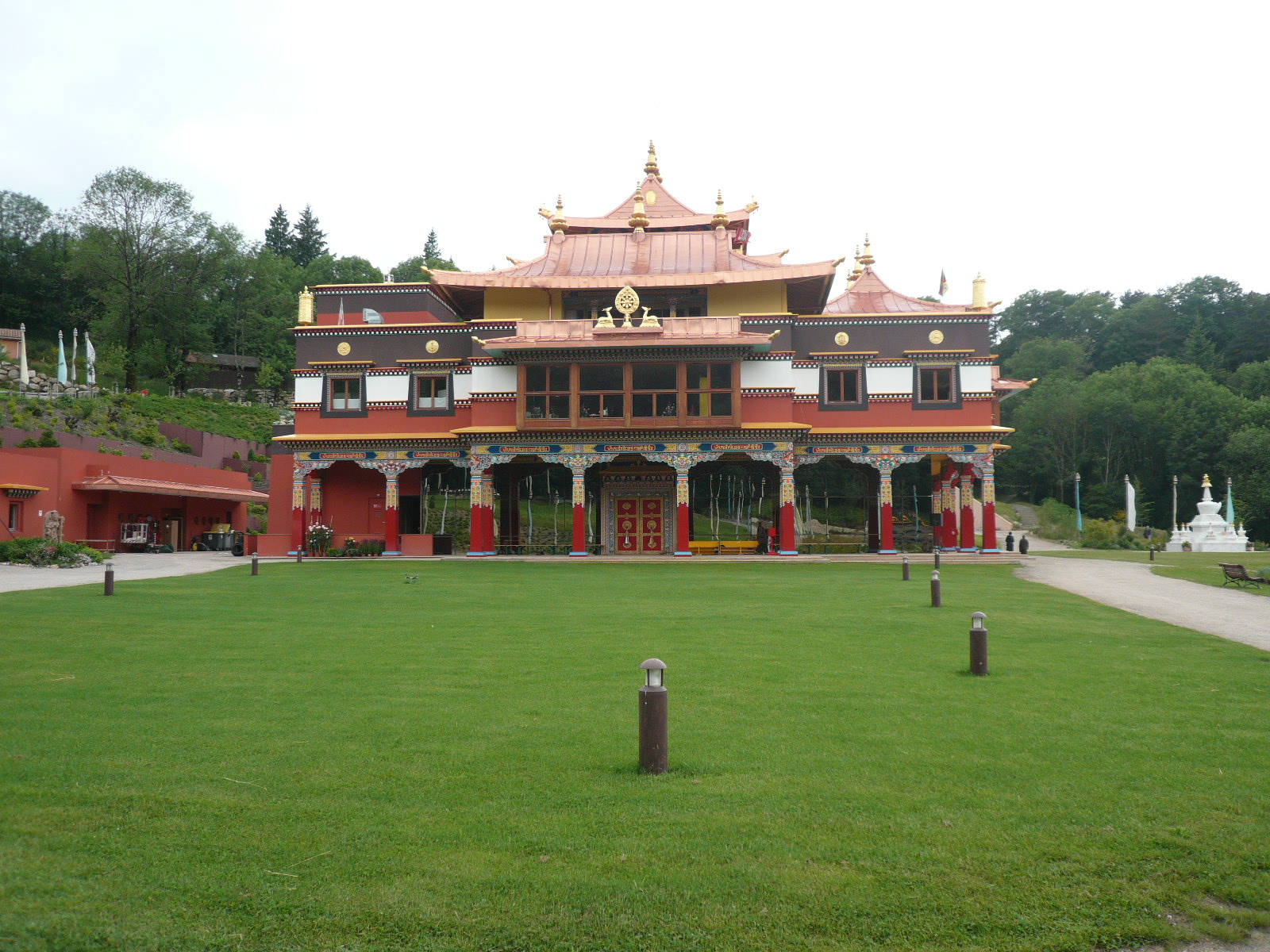
列繞林
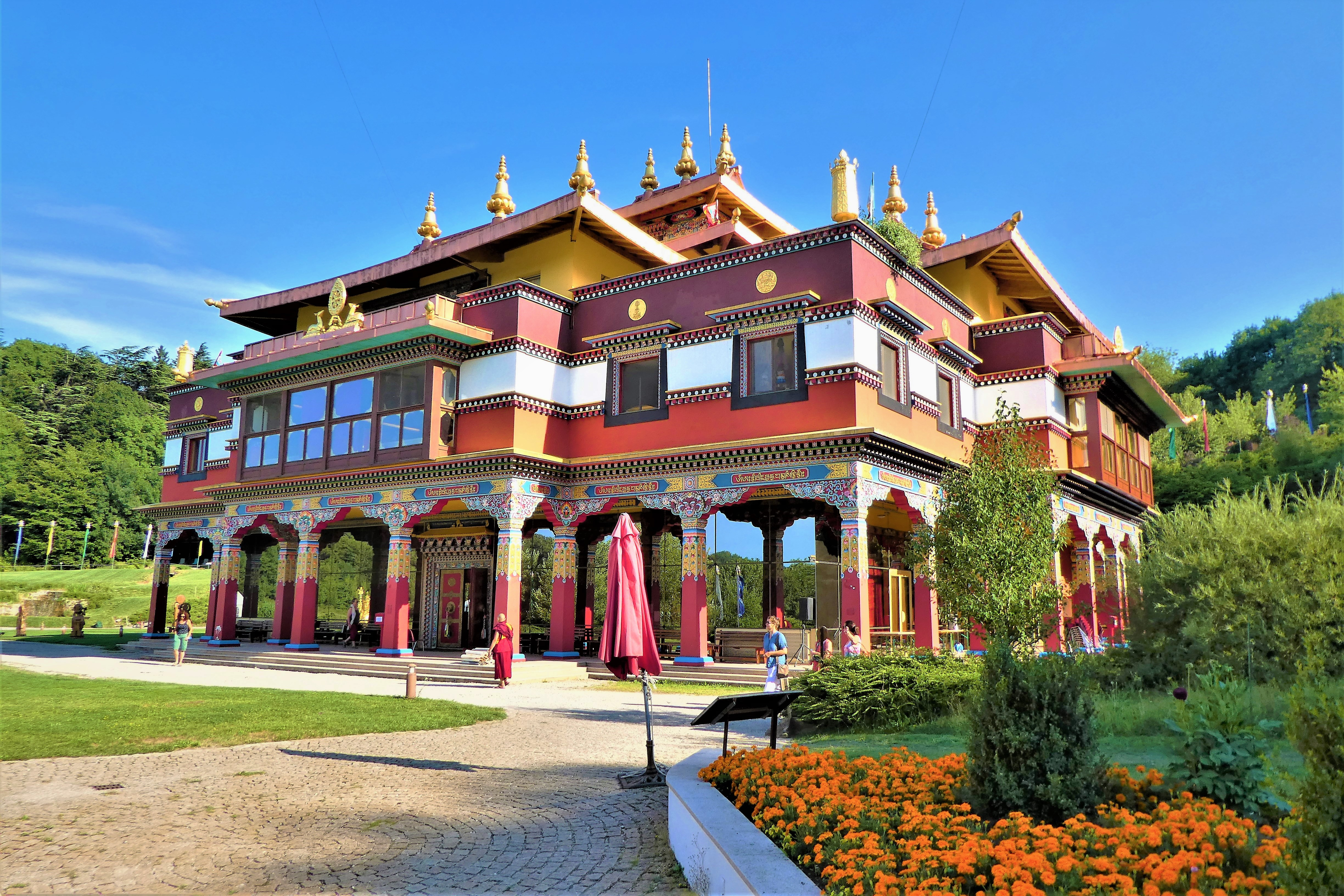
藏傳佛教寺院列繞林

## 人口

1962-2008年间罗克勒东德人口变化图示

罗克勒东德于2022年1月1日时的人口数量为211人。